# Big Rock

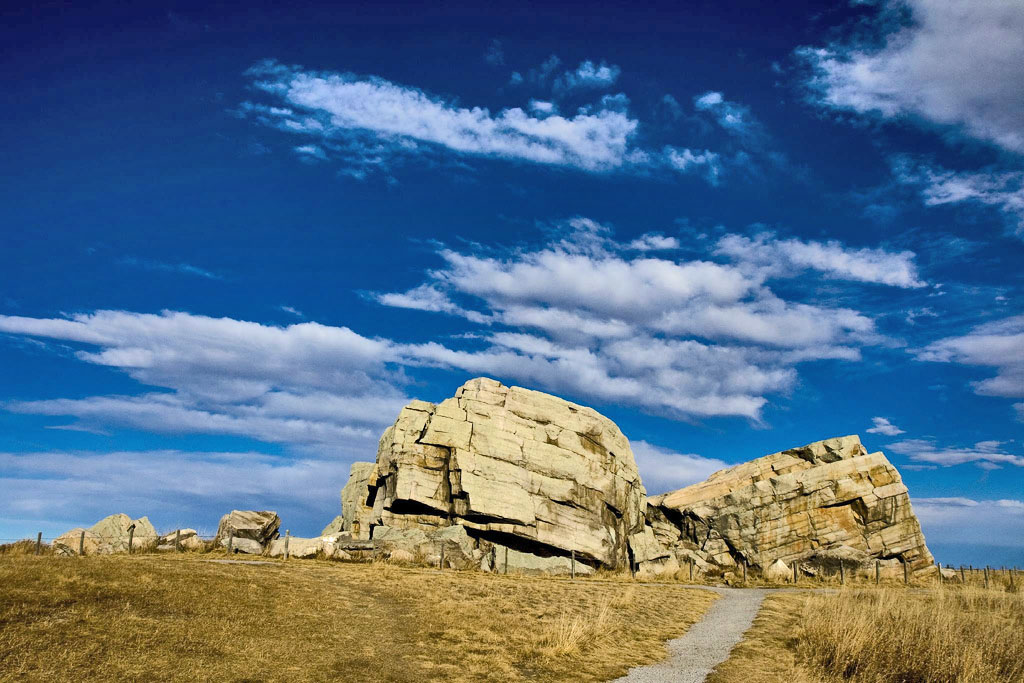
A Big Rock

Big Rock (também conhecido por Okotoks Erratic) é um gigantesco bloco errático situado entre Okotoks e Black Diamond, Alberta, Canadá. As 15000 toneladas de quartzito tornam o BIg Rock como o maior bloco errático conhecido no mundo. A cidade de Okotoks fica 18 km a norte deste monólito.